# Sa'id al-'As
Sa'id al-'As (Árabe: سعيد العاص‎‎) (1889 – 6 de outubro de 1936) foi um nacionalista sírio, ex-oficial do exército otomano e comandante de alto escalão das forças rebeldes durante a Grande Revolta Síria contra o governo francês no país, e na revolta de 1936 contra o governo britânico na Palestina. Ele foi morto perto de Jerusalém durante esta última revolta.